# Symfonie nr. 4 (Ramette)
Yves Ramette (1921-2012) voltooide zijn Symfonie nr.4 in april 1951.
Het werk kwam grotendeels tot stand in Parijs. Hij werkte er ongeveer een jaar aan. Volgens een aantekening op de partituur zou het werk vrijwel direct uitgevoerd worden. De première vond plaats op 17 oktober 1951; Daniel Sternefeld gaf toen leiding aan het Radio Diffusion Nationale Belge/Orchestre National, Sternefeld was er toen assistent-dirigent. Hetzelfde blad vertoont ook een aantal latere uitvoeringen door bijvoorbeeld het Radio Filharmonisch Orkest onder leiding van Hein Jordans in 1958, een opname voor de Avro. De uitvoeringen konden niet voorkomen dat het werk vrijwel onbekend bleef, net als het andere werk van de componist. Pas in 2013 vond er een opname plaats van deze vierde symfonie. Vladimir Lande gaf toen leiding aan het Staatssymfonieorkest van Sint Petersburg. De stijl van het werk is laat-romantisch.    
Ramette schreef het werk voor:
- 1 piccolo, 2 dwarsfluiten, 2 hobo’s, 1 althobo, 2 klarinetten, 1 basklarinet, 2 fagotten, 1 contrafagot
- 4 hoorns, 3 trompetten, 2 trombones, 1 bastrombone,  1 tuba
- pauken, percussie, 1 harp
- violen, altviolen, celli, contrabassen

Zijn volgend werk Prélude, fugue et postlude kreeg in 1955 twee uitvoeringen door het Concertgebouworkest.